# Tsung-Dao Lee
Tsung-Dao (T.D.) Lee (Chinees: 李政道; pinyin: Lǐ Zhèngdào) (Shanghai, 24 november 1926 – San Francisco, 4 augustus 2024) was een in China geboren Amerikaans natuurkundige. In 1957 ontving Lee, op 31-jarige leeftijd, samen met Chen Ning Yang de Nobelprijs voor Natuurkunde voor hun diepgaand onderzoek naar de zogenaamde pariteitswet dat heeft geleid tot belangrijke ontdekkingen over de elementaire deeltjes.

## Biografie
Lee werd geboren in de Chineese havenstad Shanghai als derde van de zes kinderen van zakenman Tsing-Kong Lee en Ming-Chang Chang. Hij genoot zijn opleiding in zijn geboortestad en in Guizhou. Gedurende 1943-44 bezocht hij in Hangzhou de Zhejiang-universiteit. Wegens de Japanse invasie moest hij in 1945 gedwongen uitwijken naar Kunming waar hij zijn studie voortzette aan de Verenigde Zuidwest-universiteit. Daar werd zijn aanleg voor de natuurkunde herkend en aangespoord door professor Ta-You Wu. Na afsluiting van zijn bachelor verkreeg hij van de Chinese overheid een beurs om te studeren in de Verenigde Staten.
Van 1946 tot 1950 studeerde hij aan de universiteit van Chicago, waar hij door Enrico Fermi werd gekozen als promovendus. In 1950 verkreeg Lee zijn doctoraat (Ph.D.) op zijn proefschrift "Hydrogen Content of White Dwarf Stars".
Gedurende de jaren 1950 tot 1953 werkte Lee achtereenvolgens als onderzoeksmedewerker en docent aan het Yerkes Astronomical Observatory te Wisconsin, aan de Universiteit van Californië te Berkeley en aan het Institute for Advanced Study te Princeton. Bij deze laatste werkte hij nauw samen met zijn landgenoot Chen-Ning Yang.
Vervolgens werd hij aangenomen bij de Columbia-universiteit, eerst als universitair docent en vanaf 1956 als hoogleraar natuurkunde. Van 1997 tot aan pensionering in 2003 was hij directeur van het RIKEN-BNL onderzoekscentrum.
In 1962 werd hij Amerikaans staatsburger. Lee was gehuwd met Hui-Chun (Jeanette) Chin, met wie hij twee zonen kreeg. Zijn vrouw overleed in 1996. Lee zelf overleed in augustus 2024 op 97-jarige leeftijd.

## Pariteitsschending
Tot 1956 waren fysici ervan overtuigd dat alle natuurwetten symmetrisch waren, ofwel voor links- en rechtshandige deeltjes gelden gelijke krachten. Lee en Chen Ning Yang vermoedden dat natuurkundige processen die werden beheerst door de zwakke kernkracht mogelijk verschilden van hun spiegelbeeld – een eigenschap die de naam 'pariteitsschending' zou krijgen. Tot dan had men als vanzelfsprekend aangenomen dat voor alle natuurkundige processen het gespiegelde proces eveneens mogelijk was, ofwel pariteitsinvariant waren. Echter deze aanname was nooit experimenteel getest.
Om hier uitsluitsel over te geven bedachten ze een experiment dat door madame Chien-Shiung Wu van de Columbia-universiteit werd uitgevoerd, namelijk het bètaverval van kobalt-60. Op 29 december 1956 kreeg Lee een telefoontje van Wu. Het resultaat van het experiment bevestigde inderdaad het vermoedden van Yang en Lee dat de pariteit van de zwakke kernkracht niet behouden was. Daarvoor ontvingen ze in hetzelfde jaar 1957 de Nobelprijs.

## Erkenning
Naast de Nobelprijs voor Natuurkunde in 1957 mocht Lee nog een aantal belangrijke prijzen en medailles in ontvangst nemen, waaronder:
- 1957 – Albert Einstein Award (samen met Yang)
- 1979 – Galileo Galilei-medaille
- 1993 – Oskar Klein-medaille
- 1995 – Matteucci-medaille
- 2007 – Orde van de Rijzende Zon